# Throwing Muses
Throwing Muses [ˈθɹoʊɪŋ mjuːzɪz] est un groupe de rock alternatif et post-punk américain, originaire de Newport, dans le Rhode Island. Le groupe est formé en 1981 par Kristin Hersh et enregistrera intensivement jusqu'en 1997, moment où ses membres partiront sur des projets parallèles. Formé à l'origine de deux chanteuses, Kristin Hersh et Tanya Donelly, lesquelles écrivent les chansons du groupe, les Throwing Muses sont connus pour leurs changements de tempos, leurs structures de chansons peu orthodoxes, et leurs textes à la fois poétiques et surréalistes.

## Biographie

### Formation (1983–1986)
Throwing Muses est formé en 1983 par Kristin Hersh et sa demi-sœur Tanya Donelly, toutes les deux étudiantes de la Rogers High School, à Newport, dans le Rhode Island. Le groupe se nomme initialement Kristin Hersh and the Muses, et comprend la bassiste Elaine Adamedes et Becca Blumen (à la batterie) par la suite remplacés par Leslie Langston et David Narcizo, respectivement. Narcizo ne savait pas jouer de la batterie, mais Hersh lui annoncera le départ de Becca Blumen et il pourra les rejoindre. Ils publient leur premier EP éponyme en 1984 sur leur propre label Blowing Fuses. En 1985, ils publient un set de démos, plus connu sous le titre de The Doghouse Cassette, qui comprend le hit Sinkhole. Le producteur Gary Smith des Fort Apache Studios les mène à signer au label 4AD, devenant ainsi le premier groupe américain à signer sur ce label,. Kristin se rappelle : « J'ai signé avec eux parce que [le producteur] Ivo [Watts-Russell] était drôle, et ça me plaisait. » En 1986, ils publient leur premier album studio éponyme, produit par Gil Norton. Hersh écrira ses mémoires sous le titre de Rat Girl dans lesquelles elle raconte son emménagement à Boston, la signature au label, et l'enregistrement de l'album.

### Continuité (1987–1991)
En 1987, ils publient deux EP, Chains Changed et The Fat Skier, publiés le 6 juillet. En 1988, ils publient leur deuxième album studio, House Tornado, produit par Gary Smith et mixé par Paul Kolderie ; il est enregistré aux Fort Apache Studios de Cambridge, dans le Massachusetts. L'album est publié à l'international via 4AD, à l'exception des États-Unis, où il est publié par Sire Records. House Tornado et the Fat Skier sont combinés en un CD single par la suite. Le groupe effectue une tournée britannique avec les Pixies, en soutien à House Tornado,. En 1989, ils publient leur troisième album, Hunkpapa, qui est produit par Gary Smith et mixé par Steve Haigler. L'album verra Hersh expérimenter des structures mélodiques plus classiques.
En 1990, Leslie Langston quitte le groupe et est remplacé par Fred Abong. Throwing Muses enregistre un quatrième album, The Real Ramona la même année. Peu après la sortie de l'album, en 1991, Tanya Donelly cofonde The Breeders avec Kim Deal des Pixies comme projet parallèle. Donelly ira former le groupe Belly. The Real Ramona sonne plus pop que ses prédécesseurs, selon la presse spécialisée. La chanson Counting Backwards de l'album est publiée comme single.

### Vers la séparation (1992–1997)
En 1992 le groupe se renouvelle avec Bernard Georges, enregistrant un cinquième album, Red Heaven. Leslie Langston joue aussi sur l'album, qui est produit par Throwing Muses et Steve Boyer, et est enregistré aux studios The Power Station et Fort Apache Studios. L'album comprend une collaboration avec Bob Mould (Hüsker Dü) sur la chanson Dio. En 1993, ils enregistrent leur sixième album, University. Hersh enregistre son premier album, Hips and Makers, immédiatement après l'enregistrement de University. Hips and Makers, d'abord publié en 1994, est repoussé après la sortie de University jusqu'en 1995.
Throwing Muses publie son septième album, Limbo, qui est suivi par une tournée. Cependant, le groupe se sépare en 1997, Kristin Hersh continuant sa carrière solo.

### Retour (depuis 2003)
En mars 2003, Throwing Muses revient avec un huitième album, Throwing Muses, qui voit le retour de Tanya Donelly aux chœurs. Une compilation intitulée Anthology est publiée en 2011. Leur neuvième album, Purgatory / Paradise, est publié le 11 novembre aux États-Unis.
Au début de 2014, le groupe tourne dans villes américaines, avec Donelly qui ouvre sur la côte ouest,.

## Membres

### Membres actuels
- Bernard Georges - basse (depuis 1992)
- Kristin Hersh - chant, guitare (depuis 1981)
- David Narcizo - batterie (depuis 1983)

### Anciens membres
- Fred Abong - basse (1990–1991)
- Elaine Adamedes - basse, chant (1981–1983)
- Becca Blumen - batterie, chant (1981–1983)
- Tanya Donelly - chant, guitare (1981–1991, en concerts et studio en 2001, 2003 et 2014)
- Leslie Langston - basse (1984–1990, brièvement 1992)

## Discographie

### Albums studio
- 1986 : Throwing Muses
- 1988 : House Tornado (certaines versions contiennent en plus The Fat Skier)
- 1989 : Hunkpapa (2 versions existent, une grise et une marron)
- 1991 : The Real Ramona
- 1992 : Red Heaven
- 1995 : University
- 1996 : Limbo
- 2003 : Throwing Muses
- 2013 : Purgatory/Paradise
- 2020 : Sun Racket
- 2025 : Moonlight Concessions

### EP
- 1987 : Chains Changed
- 1987 : The Fat Skier

### Singles
- 1989 : Dizzy
- 1991 : Counting Backwards
- 1991 : Not too Soon
- 1992 : Firepile

### Autres
- 1983 : Demo 1983
- 1983 : Demo '84
- 1985 : The Doghouse Cassette
- 1988 : Saving Grace
- 1988 : The River
- 1992 : The Curse (concert enregistré les 8 et 9 octobre 1992 au Grand Théâtre, Clapham, Londres)